# Katya Zamolodchikova
Brian Joseph McCook, plus connu sous le nom de scène Yekaterina Petrovna Zamolodchikova (russe : Екатери́на Петро́вна Замоло́дчикова), souvent abrégé en Katya (russe : Катя), est une drag queen américaine. Elle est principalement connue pour avoir participé à la septième saison de RuPaul's Drag Race et à la deuxième saison de RuPaul's Drag Race: All Stars, ainsi que comme animatrice de la web-série UNHhhh, accompagnée de Trixie Mattel,.

## Jeunesse
Brian naît le 1er mai 1982 à Marlborough, dans le Massachusetts. Il est diplômé du lycée de Marlborough en 2000 et va au Massachusetts College of Art and Design, où il étudie l'art visuel avec option psychologie. C'est là qu'il commence à s'intéresser au transformisme. Il a un frère aîné et une sœur cadette. Il est d'origine irlandaise et reçoit une éducation catholique.

## Carrière

### Débuts
Brian crée le personnage de Yekaterina Petrovna Zamolodchikova en 2006. Il trouve son nom de scène en cumulant des prénoms russes et le nom de famille d'une de ses gymnastes préférées, Elena Zamolodchikova. Elle déclare que son personnage est inspiré de "humoristes féminins et juste de femmes drôles mais intéressantes comme Tracy Ullman, Maria Bamford et Amy Sedaris". Elle déclare dans RuPaul's Drag Race que l'aspect russe de son personnage est inspiré d'un professeur de sa faculté, qui "ne partait jamais de chez elle sans être maquillée, avec des talons de quinze centimètres dans la neige". Brian n'est pas d'origine russe, mais a pris plusieurs cours de langue russe et a également utilisé une cassette intitulée "Pronounce It Perfectly" pour maîtriser l'accent.
Katya est l'animatrice d'un spectacle de transformisme nommé "Perestroika" au Jacques Cabaret. Elle devient connue dans la scène locale de Boston avec ses performances originales sur des chansons d'artistes russes comme Alla Pugacheva, t.A.T.u et Glukoza.

### RuPaul's Drag Race
Katya a auditionné pour RuPaul's Drag Race quatre fois avant d'avoir été sélectionnée pour participer à la septième saison. Elle gagnera deux épisodes avant d'être éliminée dans le onzième épisode, se plaçant cinquième. Sa popularité parmi les fans de l'émission amène une vague de polémique après son élimination. Elle est élue Miss Congeniality par le public lors de la finale de la saison.
Le 16 mai 2016, elle fait une apparition dans la finale de la huitième saison pour léguer son titre de Miss Congeniality à Cynthia Lee Fontaine.
Un mois plus tard, le 17 juin, elle est annoncée comme l'une des candidates de la deuxième saison de RuPaul's Drag Race: All Stars. Elle finit seconde avec Detox face à Alaska Thunderfuck.

### Autres projets

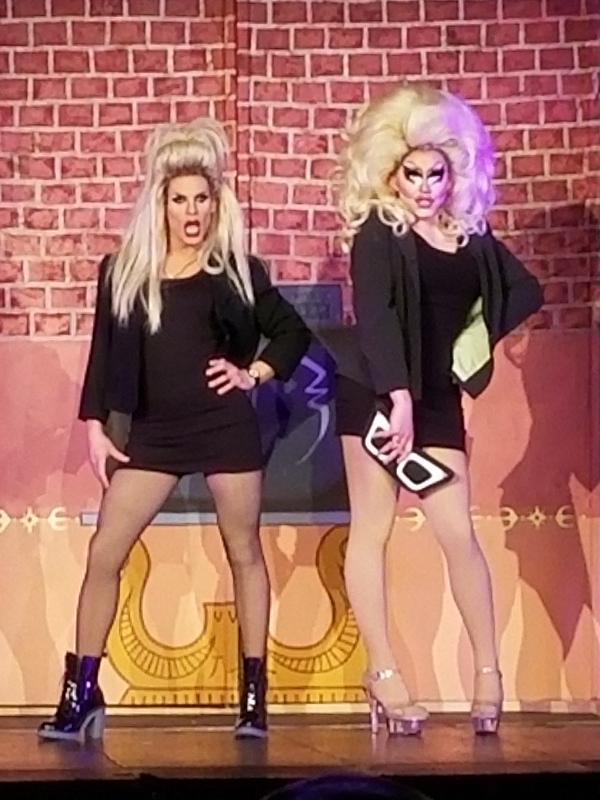
Katya et Trixie Mattel en 2017.

Katya a produit de nombreuses web-séries sur sa chaîne YouTube "welovekatya", comme RuGRETs, RuFLECTIONS, Drag 101,Total RuCall ou Irregardlessly Trish. Elle improvise souvent mais écrit également avec Avi Paul Weinstein, un de ces partenaires créatifs.
En novembre 2015, elle apparaît dans l'album Christmas Queens et chante "12 Days of Christmas".
Elle apparaît également dans la chanson "The Night Before Contact" de l'album Homemade Christmas de Trixie Mattel.
Depuis mars 2016, elle est l'animatrice de la web-série de WOWPresents UNHhhh avec Trixie Mattel. Le 21 août 2017, il est annoncé qu'elles auraient leur propre émission sur Viceland, nommée The Trixie & Katya Show, dont la diffusion débute le 15 novembre 2017.
Elle tient un des rôles principaux dans le film Hurricane Bianca 2: From Russia With Hate, sorti en 2018, réalisé par Matt Kugelman, avec Bianca Del Rio dans le rôle principal.
Depuis 2018, Katya anime un podcast avec Craig MacNeil intitulé Whimsically Volatile.
En automne 2018, alors que la web-série avait dit toucher à sa fin, Trixie et Katya reviennent pour une nouvelle saison de UNHhhh sur WOWPresents, dû à la popularité et au succès de l'émission.
Le 12 décembre 2020 se tenait la dixième édition du Streamy Award auquel Katya ainsi que Trixie font l'animation. Un événement qui récompense les créateurs sur la plateforme YouTube. Lors de cette remise de prix, la série Youtube de l'artiste UNHhhh reçoit le prix de la série non scriptée.

## Vie privée
En janvier 2018, Brian annonce un hiatus dans sa carrière de drag queen, due à sa santé mentale, et sa tournée "Help Me, I'm Dying" a été repoussée à printemps 2019,. Dans son tweet de retour en mars 2018, il annonce que la tournée changera probablement de nom maintenant qu'il est en meilleure santé.
Dans l'édition du 20 mars de son podcast, Whimsically Volatile, Brian décrit son hiatus en détail, expliquant qu'il souffrait de psychose après sa rechute et son utilisation abusive de méthamphétamine. Il retourne vivre chez sa famille dans le Massachusetts pour un court instant avant de faire une cure de désintoxication en Arizona.

## Filmographie

### Télévision
| Année     | Titre                                  | Rôle      | Notes | Ref.   |
| --------- | -------------------------------------- | --------- | --- | ------ |
| 2015–2018 | RuPaul's Drag Race                     | Elle-même | Candidate : Saison 7 — 5e place, élue Miss Congeniality Invitée : Saison 8, épisode 10 : "Grand Finale" Saison 10, épisode 1 : "10s Across The Board" | [ 21 ] |
| 2016      | Gay for Play Game Show Starring RuPaul | Elle-même | Saison 1, épisode 2 : "Featuring Amber Rose" | [ 22 ] |
| 2016      | RuPaul's Drag Race: All Stars          | Elle-même | Candidate : Saison 2 — Seconde (avec Detox) | [ 23 ] |
| 2017      | Playing House                          | Elle-même | Season 3, épisode 8: "Reverse the Curse" |        |
| 2017      | The Trixie & Katya Show                | Elle-même | Animatrice |        |
| 2018      | Top Model USA                          | Elle-même | Cycle 24, épisode 6 |        |
| 2018      | Room 104                               |           | Saison 2, épisode 3 : "Swipe Right" |        |
| 2020      | Love, Victor                           | elle-même | 1 épisode |        |

### Web-séries
| Année       | Titre                           | Rôle      | Notes                                                      | Ref.   |
| ----------- | ------------------------------- | --------- | ---------------------------------------------------------- | ------ |
| 2015        | RuPaul's Drag Race: Untucked    | Elle-même | Émission connexe de RuPaul's Drag Race                     | [ 24 ] |
| 2015        | RuFLECTIONS                     | Elle-même | Commentant son parcours dans RuPaul's Drag Race            | [ 25 ] |
| 2015        | RuGRETS                         | Elle-même | Commentant son parcours dans RuPaul's Drag Race            | [ 26 ] |
| 2015        | Irregardlessly Trish            | Trish     | Série sur l'une de ses alter-egos, Trish                   | [ 27 ] |
| 2015        | Fashion Photo RuView            | Elle-même | Animatrice invitée avec Trixie Mattel (1 épisode)          | [ 28 ] |
| 2016        | I'm Not a Doctor, with Dr Katya | Elle-même |                                                            | [ 29 ] |
| 2016        | Drag 101                        | Elle-même |                                                            | [ 30 ] |
| 2016        | Total RuCall                    | Elle-même | Commentant son parcours dans RuPaul's Drag Race: All Stars | [ 31 ] |
| depuis 2016 | UNHhhh (en)                     | Elle-même | Produit par WOWPresents, avec Trixie Mattel                | [ 14 ] |
| 2018        | Fashion Photo RuView            | Elle-même | Animatrice invitée avec Violet Chachki (3 épisodes)        | ,      |

### Films
| Année | Titre                                     | Rôle        | Notes                                            | Ref.   |
| ----- | ----------------------------------------- | ----------- | ------------------------------------------------ | ------ |
| 2016  | Redmond Hand, Private Dick                | Informant   | Court-métrage                                    | [ 34 ] |
| 2017  | Sebastian                                 | Xenia       |                                                  | [ 35 ] |
| 2018  | Hurricane Bianca 2: From Russia with Hate | Katya/Mitya |                                                  | [ 36 ] |
| 2018  | The Quiet Room                            | David       |                                                  | [ 37 ] |
| 2019  | Ru's Angels                               | Katya       | Court-métrage promotionnel pour Charlie's Angels |        |

## Discographie
| Titre                                 | Année | Autre(s) artiste(s)                                                           | Album                         | Ref.   |
| ------------------------------------- | ----- | ----------------------------------------------------------------------------- | ----------------------------- | ------ |
| "Drag U"                              | 2015  | RuPaul                                                                        | RuPaul Presents: CoverGurlz 2 | [ 38 ] |
| "12 Days of Christmas"                | 2015  | Candidates de RuPaul's Drag Race                                              | Christmas Queens              | [ 39 ] |
| "Read U Wrote U (Ellis Miah Mix)"     | 2016  | RuPaul (avec Alaska Thunderfuck, Detox, Katya Zamolodchikova, Roxxxy Andrews) | Single                        | [ 40 ] |
| "Bossa Nova Christmas in Outer Space" | 2016  | Jackie Beat                                                                   | Christmas Queens 2            | [ 41 ] |
| "The Night Before Contact"            | 2017  | Trixie Mattel                                                                 | Homemade Christmas            |        |